# 达赖泰什
达赖泰什（？—1638年），又作达赖台什、达赖台吉、巴图尔达赖台吉（泰什/台什为太师的别译），17世紀初卫拉特蒙古杜尔伯特部首领。
他在额尔齐斯河和伊希姆河之间游牧，和准噶尔部哈剌忽剌抗击喀尔喀部硕垒乌巴什。此時察罕诺门汗到衛拉特传教，杜爾伯特部开始信仰藏传佛教。与哈喇忽喇、和鄂尔勒克、巴图尔珲台吉各派一子，代替卫拉特首领和硕特部拜巴噶斯出家为僧。1625年，和哈喇忽喇调解楚琥尔乌巴什兄弟争夺遗产的纷争。对书库尔岱青支持楚琥尔乌巴什不满，与和鄂尔勒克有冲突。和鄂尔勒克之后带领土尔扈特部西迁。1634年，达赖泰什攻打秋明，惩戒沙皇俄国扩张。

## 家庭
- 六世祖：也先
- 父：特尔格图台什
- 弟弟：保伊勒登
- 子：敏珠尔、楚（垂因）、托因、鄂木布岱青和硕齐、古木布、达额、索诺木车凌
- 孙：车臣台吉、察衮
- 玄孙：车凌